# Dřevěné uhlí

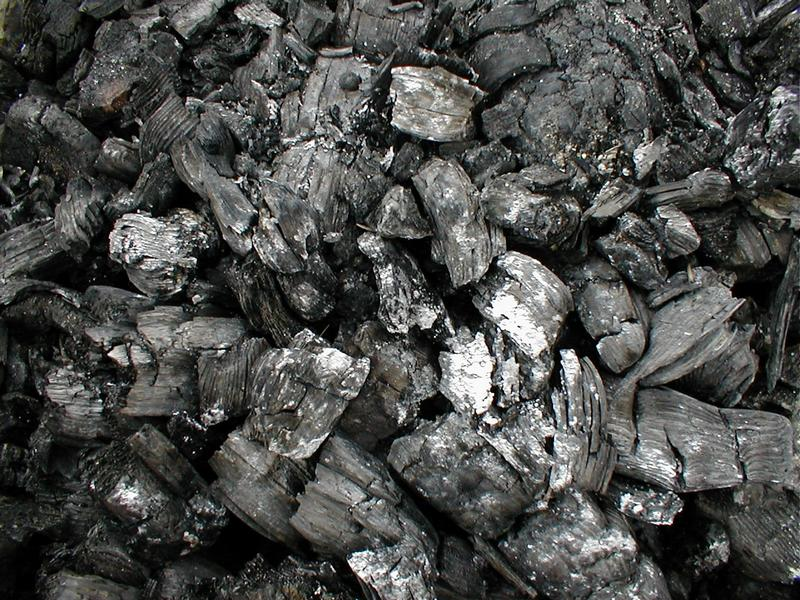
Dřevěné uhlí

Dřevěné uhlí je dřevo karbonizované za vysokých teplot bez přístupu vzduchu. Toto pevné palivo vzniká, když je suché dřevo, obsahující 13 % až 18% vody, zahříváno bez přístupu vzduchu (kyslíku) při teplotě 275 °C. Dochází přitom k pyrolýze. Teplota se poté zvyšuje na 350 až 400 °C, kdy probíhá karbonizace, podobně jako při výrobě koksovatelného uhlí. Těkavé složky dřeva přitom hoří. Zbytkem (kromě plynných produktů rozkladu jako například methanol) je asi 35 % dřevěného uhlí z původního objemu dřeva.

## Vlastnosti
Hlavní složkou je elementární uhlík kontaminovaný popelem a četnými organickými sloučeninami. Dřevěné uhlí má velmi nízkou hustotu (částečně zachovává strukturu buněčných stěn dřeva). Má vysokou adsorpční kapacitu díky velkému povrchu. Jako palivo má asi třikrát vyšší energetickou účinnost než dřevo. 1 kilogram uhlí poskytuje množství energie podobné energii získané spalováním jednoho litru benzínu. Problematické je jeho použití ve velkém zejména vzhledem kvůli prostoru zabíranému ve vztahu k hmotnosti, kromě toho se při manipulaci rozpadá a práší (v tomto ohledu jsou dřevěné brikety lepší – jsou méně křehké a mají vyšší hustotu). Vzhledem k relativně nízkému obsahu dehtu patří mezi pevná paliva vytvářející nejmenší množství popela a emisí.
V Mezinárodním indexu barviv má dřevěné uhlí číselné označení 77266. V lékopisech se pro aktivní dřevěné uhlí užívá latinský název Carbo pulveratur, respektive Carbo medicinalis.
Je užíváno jako potravinářská přídatná látka; jako „medicinálnímu uhlí z rostlinné suroviny“ je mu přidělen kód E153.

## Historie
Dříve se dřevěné uhlí připravovalo v milířích, dnes v kovových karbonizérech.
Dřevěné uhlí bylo po dlouhou dobu základním zdrojem tepla pro kovářské výhně; už v době bronzové bylo potřeba k tavbě a sloužilo potom jako palivo a redukční činidlo při výrobě železa, ještě i v prvních vysokých pecích. Je také důležitou surovinou pro výrobu černého střelného prachu. Během 19. století bylo vytlačeno uhlím kamenným a dnes je užíváno jen zřídka (vytápění, provoz grilů, výroba střelného prachu pro historické zbraně).
Výjimkou je v 21. století Brazílie, kde se dřevěné uhlí vyrábí a užívá ve velkém množství v metalurgii, protože tento stát nemá téměř žádné zásoby černého uhlí. K pokrytí potřeb pro výrobu železa byly vysázeny velké eukalyptové plantáže.
Dalším vážným ekologickým problémem je odlesňování kvůli výrobě dřevěného uhlí v některých zemích, například na Haiti, kde poskytuje 60 % energie pro domácnosti. Stejný osud ohrožuje Madagaskar, kde je dřevěné uhlí také nejčastějším palivem.